# Liste des intercommunalités du Territoire de Belfort

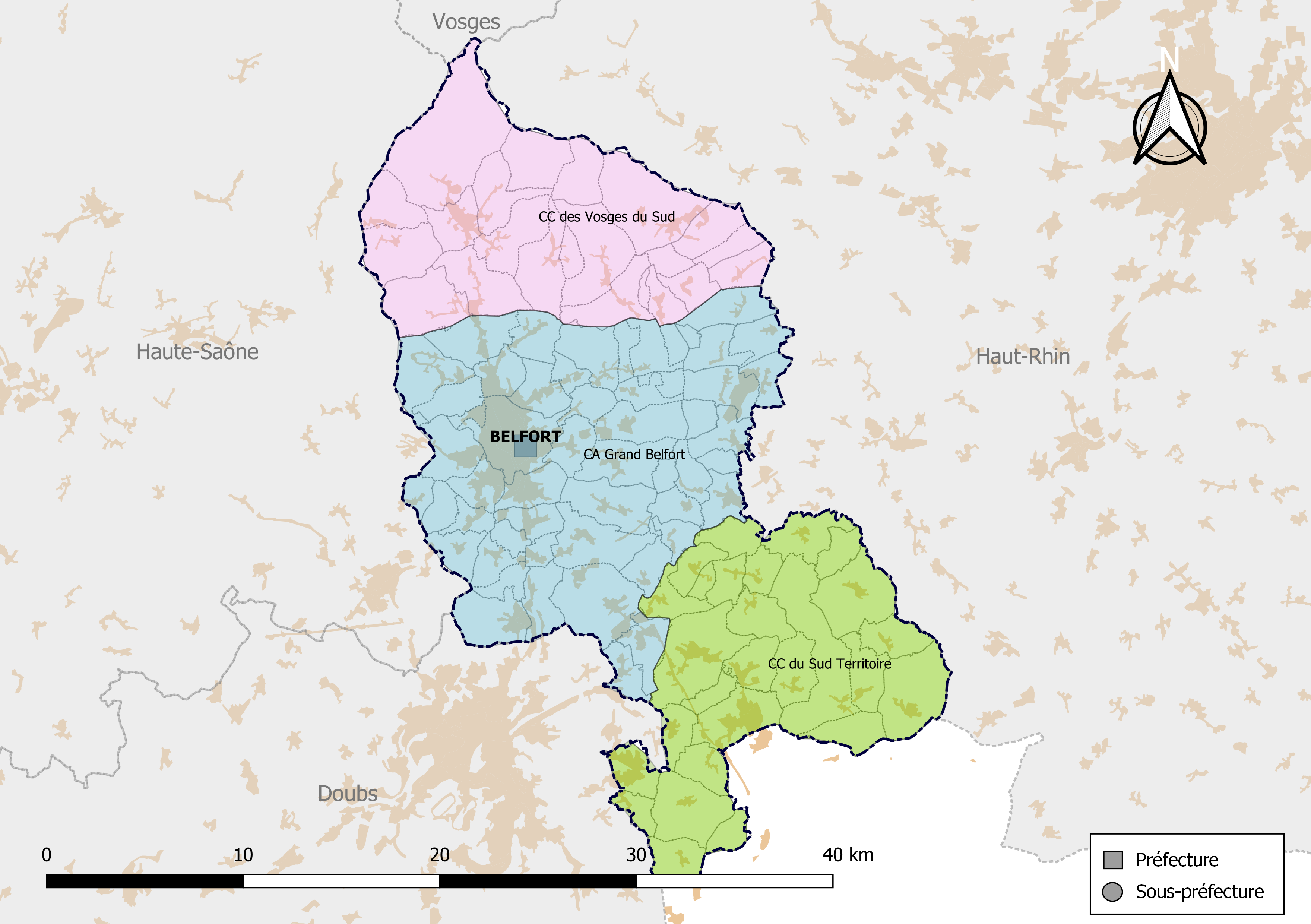
Carte des EPCI du Territoire de Belfort au 1er janvier 2019.

Au 1er janvier 2020, le département de Territoire de Belfort comptait 1 communauté d'agglomération et 2 communautés de communes.
Mais aussi 16 syndicats intercommunaux à vocation unique (SIVU), 4 syndicats intercommunaux à vocation multiple (SIVOM), 5 syndicats mixtes fermés (L.5711.1) et 5 syndicats mixtes ouverts (L.5721.1).

## Intercommunalités actuelles
| Forme juridique            | Nom                  | no SIREN  | Date de création | Nombre de communes | Population (der. pop. légale) | Superficie (km2) | Densité (hab./km2) | Siège     | Président            |
| -------------------------- | -------------------- | --------- | ---------------- | ------------------ | ----------------------------- | ---------------- | ------------------ | --------- | -------------------- |
| Communauté d'agglomération | CA Grand Belfort     | 200069052 | 1er janvier 2017 | 52                 | 100 988 (2021)                | 262,0            | 385                | Belfort   | Damien Meslot        |
| Communauté de communes     | CC du Sud Territoire | 249000241 | 21 décembre 1999 | 27                 | 23 599 (2021)                 | 172,30           | 137                | Delle     | Christian Rayot      |
| Communauté de communes     | CC des Vosges du Sud | 200069060 | 1er janvier 2017 | 22                 | 15 067 (2021)                 | 175,10           | 86                 | Giromagny | Jean-Luc Anderhueber |

## Historique
En 2012, le département de Territoire de Belfort comptait 1 communauté d'agglomération et 5 communautés de communes, avec quelques communes isolées.
En 2013, la carte a été réformée et au 1er janvier 2014, le Sud-Territoire a absorbé des communes du Bassin de la Bourbeuse et quelques communes isolées. Le nord du Bassin de la Bourbeuse se rattache désormais à la communauté de communes du Tilleul pour former la communauté de communes du Tilleul et de la Bourbeuse (CCTB)
En 2017 :
- La communauté de communes des Vosges du Sud est officiellement créée le 1er janvier 2017 par la fusion de la communauté de communes la Haute Savoureuse et de la communauté de communes du Pays Sous Vosgien.
- La communauté d'agglomération Grand Belfort est officiellement créée le 1er janvier 2017 par la fusion de la communauté de l'Agglomération Belfortaine et de la communauté de communes du Tilleul et de la Bourbeuse.